# جنرال موتورز هند
جنرال موتورز هند (انگلیسی: General Motors India) یک شرکت تابعه جنرال موتورز و سایک موتورز است که در تجارت و تولید خودرو در هند مشغول است. جنرال موتورز ۹۳ درصد از این شرکت و سایک ۷ درصد از این شرکت سهم دارد. تمرکز اصلی جنرال موتورز هند تولید و صادرات خودروهای کوچک و قطعات خودرو است. بازارهای صادراتی آن شامل مکزیک و چند کشور دیگر آمریکای لاتین تا سال ۲۰۲۰ بود. تمرکز ثانویه این شرکت ارائه قطعات و خدمات مربوط به خودروهای جنرال موتورز است که در هند فروخته می‌شود.

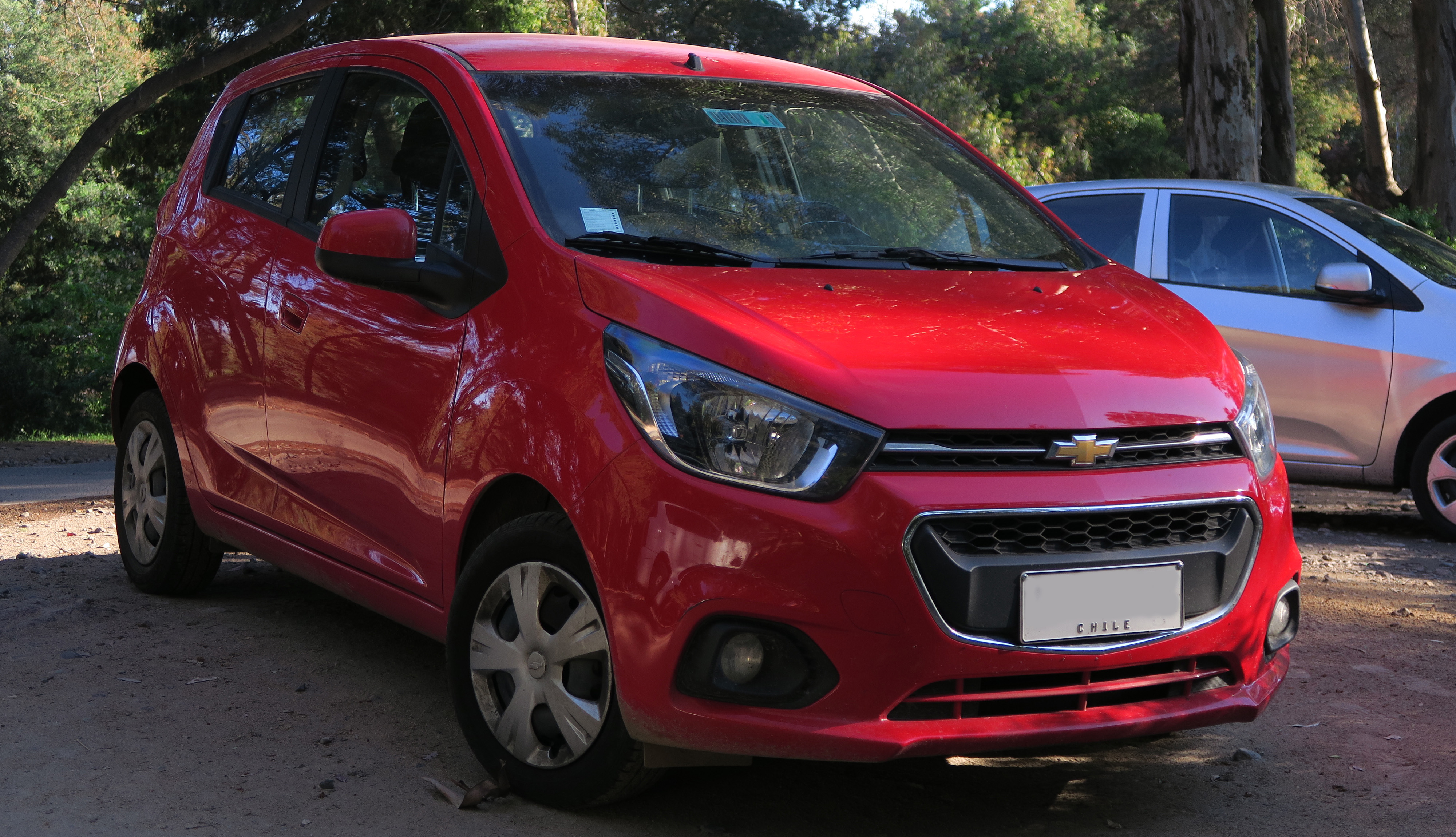
شورولت اسپارک جی‌تی ال‌اس ۲۰۲۰ ساخته شده توسط جنرال موتورز هند